# Rhyacophila liedtkei
Rhyacophila liedtkei is een fossiele soort schietmot uit de familie Rhyacophilidae.